# Провен (Сена і Марна)
Прове́н (фр. Provins) — муніципалітет у Франції, у регіоні Іль-де-Франс, департамент Сена і Марна. Населення — 11 958 осіб (01.01.2021).
Муніципалітет розташований на відстані близько 80 км на південний схід від Парижа, 50 км на схід від Мелена.

## Історія

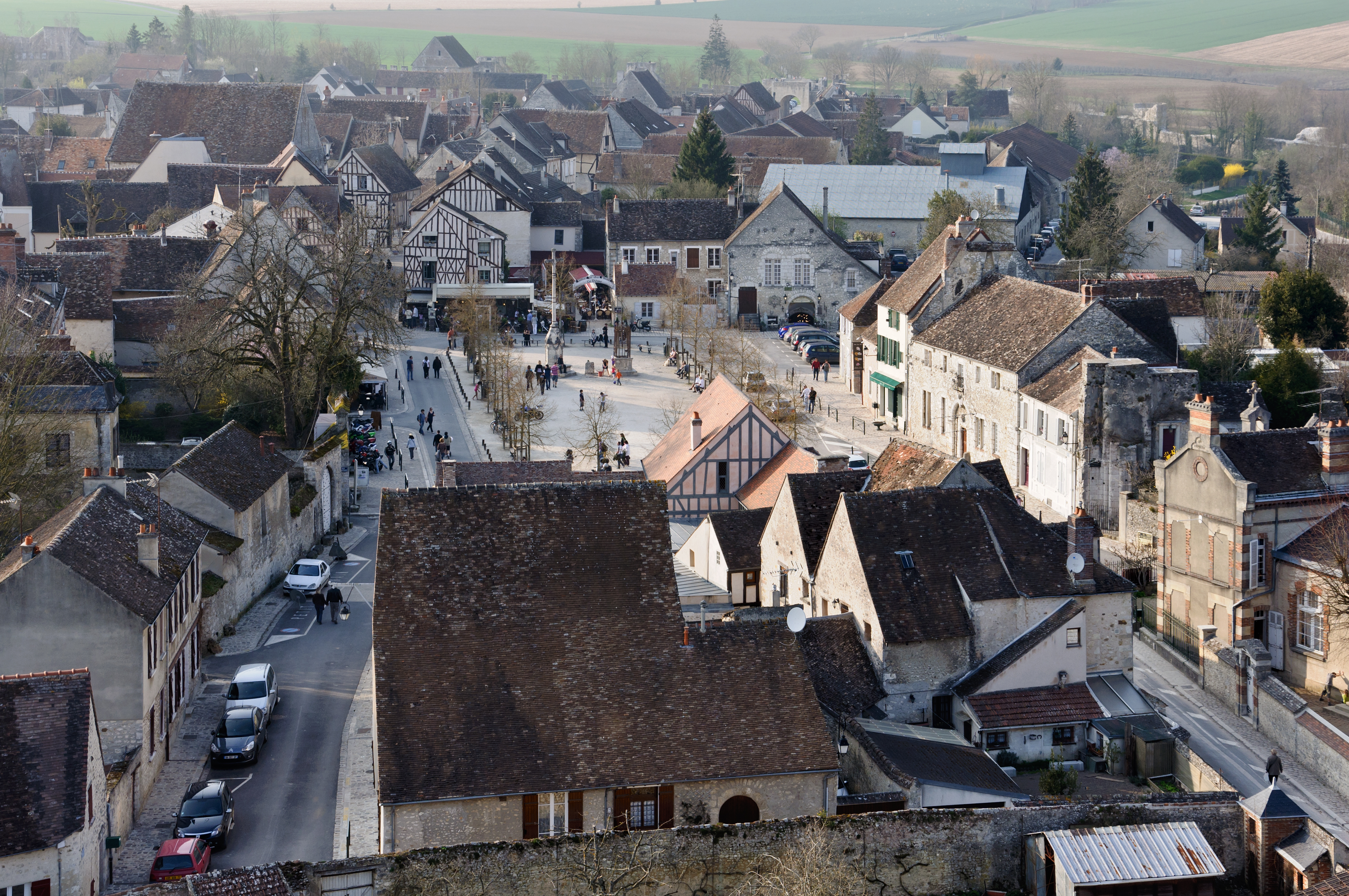
Панорама з Цезарська башти

Перша згадка міста Провен в історичних документах стосується 802 року, проте місто, безперечно, значно давніше. З того часу збереглися деякі фортифікаційні споруди. Старе місто на пагорбі до сьогодні оточене середньовічними мурами. Провен знаходився на перетині важливих торговельних шляхів (Північ-Південь та Схід-Захід) і в XIII столітті був місцем проведення щорічного ярмарку, можливо, найбільшого не тільки в Шампані, але і у всій Франції. У той час населення міста було разів у сім-вісім більше, ніж у наші дні. Місто відоме виробництвом вовни. 
Провен також вважається столицею трояндового промислу. Тут досі можна придбати трояндове варення (фр. confiture de pétales de rose), трояндовий мед (фр. miel à la rose de Provins) та трояндові цукерки. У 1239 році Тібо IV Шампанський (1201–1253) привіз із хрестового походу Дамаську троянду. З неї було виведено багато нових сортів троянд. Едмун Горбань, як сюзерен цього міста, взяв червону троянду за родинний герб Ланкастерів. Наприкінці XIII століття у Провені зіпсувалися відносини з графами шампанським, місто позбулося своїх торгових привілеїв, а разом з ними й економічного значення.

## Пам'ятки
Провен має статус «міста мистецтв та історії», а з 2001 року занесений до Списку Світової спадщини ЮНЕСКО. Міський мур, споруджений між 1226 і 1314 роками, має довжину 1200 м і 22 башти.
Найважливіші пам'ятки:
- Цезарська башта (XII ст.) та руїни церкви Сент-Аюл
- Церква Сен-Кір'яс (XII ст.)
- Башта Нотр-Дам-дю-Валь (1544)
- Готель Золотий Хрест (1264–1270) — найдавніший готель Франції.
- Отель Волуїзан (XIII ст.)

Під старим містом збереглася розгалужена мережа тунелів, відкритих зараз для відвідування. Вони згадуються в романі Умберто Еко «Маятник Фуко».
Нижнє місто, засноване ченцями, менш багате на пам'ятки історії.

## Демографія
Динаміка населення (INSEE ):
Розподіл населення за віком та статтю (2006):
| Стать | Всього | До 15 років | 15-24 | 25-44 | 45-64 | 65-85 | Понад 85 |
| --- | ------ | ----------- | ----- | ----- | ----- | ----- | -------- |
| Чоловіки | 5543   | 1112        | 937   | 1433  | 1307  | 668   | 86       |
| Жінки | 6326   | 1102        | 919   | 1537  | 1385  | 1130  | 253      |
| \| Статево-вікова піраміда \| Статево-вікова піраміда \| Статево-вікова піраміда \| \| ----------------------- \| ----------------------- \| ----------------------- \| \| Чоловіки \| Вік \| Жінки \| \| 86 \| 85 + \| 253 \| \| 118 \| 80-84 \| 241 \| \| 178 \| 75-79 \| 276 \| \| 174 \| 70-74 \| 323 \| \| 198 \| 65-69 \| 290 \| \| 250 \| 60-64 \| 232 \| \| 342 \| 55-59 \| 313 \| \| 376 \| 50-54 \| 421 \| \| 339 \| 45-49 \| 419 \| \| 351 \| 40-44 \| 356 \| \| 359 \| 35-39 \| 423 \| \| 354 \| 30-34 \| 374 \| \| 369 \| 25-29 \| 384 \| \| 455 \| 20-24 \| 505 \| \| 482 \| 15-20 \| 414 \| \| 450 \| 10-14 \| 370 \| \| 320 \| 5-9 \| 399 \| \| 342 \| 0-4 \| 333 \| |        |             |       |       |       |       |          |
| Статево-вікова піраміда |        |             |       |       |       |       |          |
| Чоловіки | Вік    | Жінки       |       |       |       |       |          |
| 86 | 85 +   | 253         |       |       |       |       |          |
| 118 | 80-84  | 241         |       |       |       |       |          |
| 178 | 75-79  | 276         |       |       |       |       |          |
| 174 | 70-74  | 323         |       |       |       |       |          |
| 198 | 65-69  | 290         |       |       |       |       |          |
| 250 | 60-64  | 232         |       |       |       |       |          |
| 342 | 55-59  | 313         |       |       |       |       |          |
| 376 | 50-54  | 421         |       |       |       |       |          |
| 339 | 45-49  | 419         |       |       |       |       |          |
| 351 | 40-44  | 356         |       |       |       |       |          |
| 359 | 35-39  | 423         |       |       |       |       |          |
| 354 | 30-34  | 374         |       |       |       |       |          |
| 369 | 25-29  | 384         |       |       |       |       |          |
| 455 | 20-24  | 505         |       |       |       |       |          |
| 482 | 15-20  | 414         |       |       |       |       |          |
| 450 | 10-14  | 370         |       |       |       |       |          |
| 320 | 5-9    | 399         |       |       |       |       |          |
| 342 | 0-4    | 333         |       |       |       |       |          |

## Економіка
2010 року серед 7660 осіб працездатного віку (15—64 років) 5498 були активними, 2162 — неактивними (показник активності 71,8%, у 1999 році було 70,2%). З 5498 активних мешканців працювали 4433 особи (2338 чоловіків та 2095 жінок), безробітними було 1065 (551 чоловік та 514 жінок). Серед 2162 неактивних 761 особа була учнем чи студентом, 527 — пенсіонерами, 874 були неактивними з інших причин.

У 2010 році в муніципалітеті числилось 5 268 оподаткованих домогосподарств, у яких проживали 11 781,5 особи, медіана доходів виносила 15 411 євро на одного особоспоживача

## Уродженці
- Абделазіз Баррада (*1989) — французький і марокканський футболіст, півзахисник.

## Галерея зображень

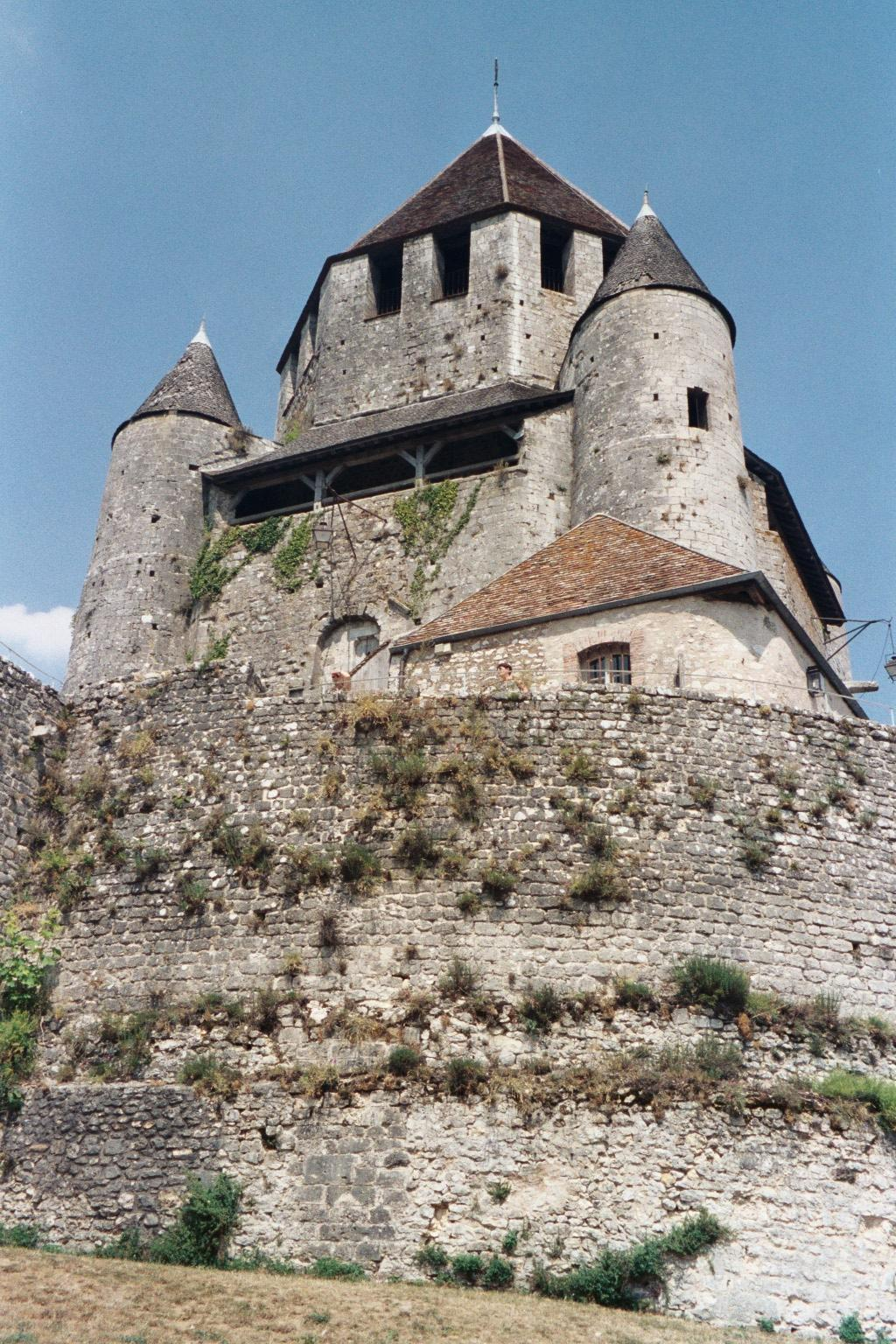
Цезарська башта, 12 ст.
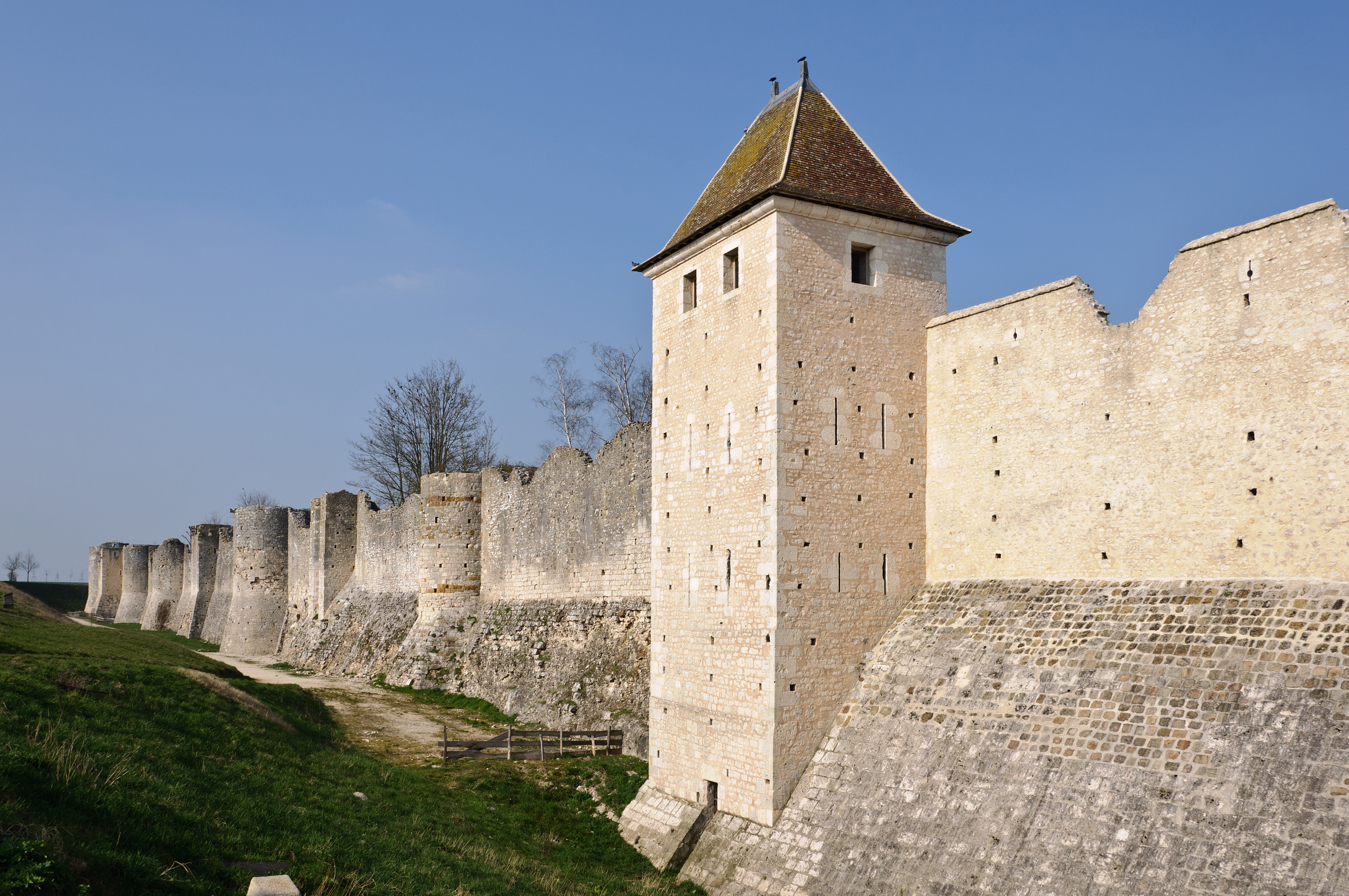
Залишки фортифікаційних споруд у Провені
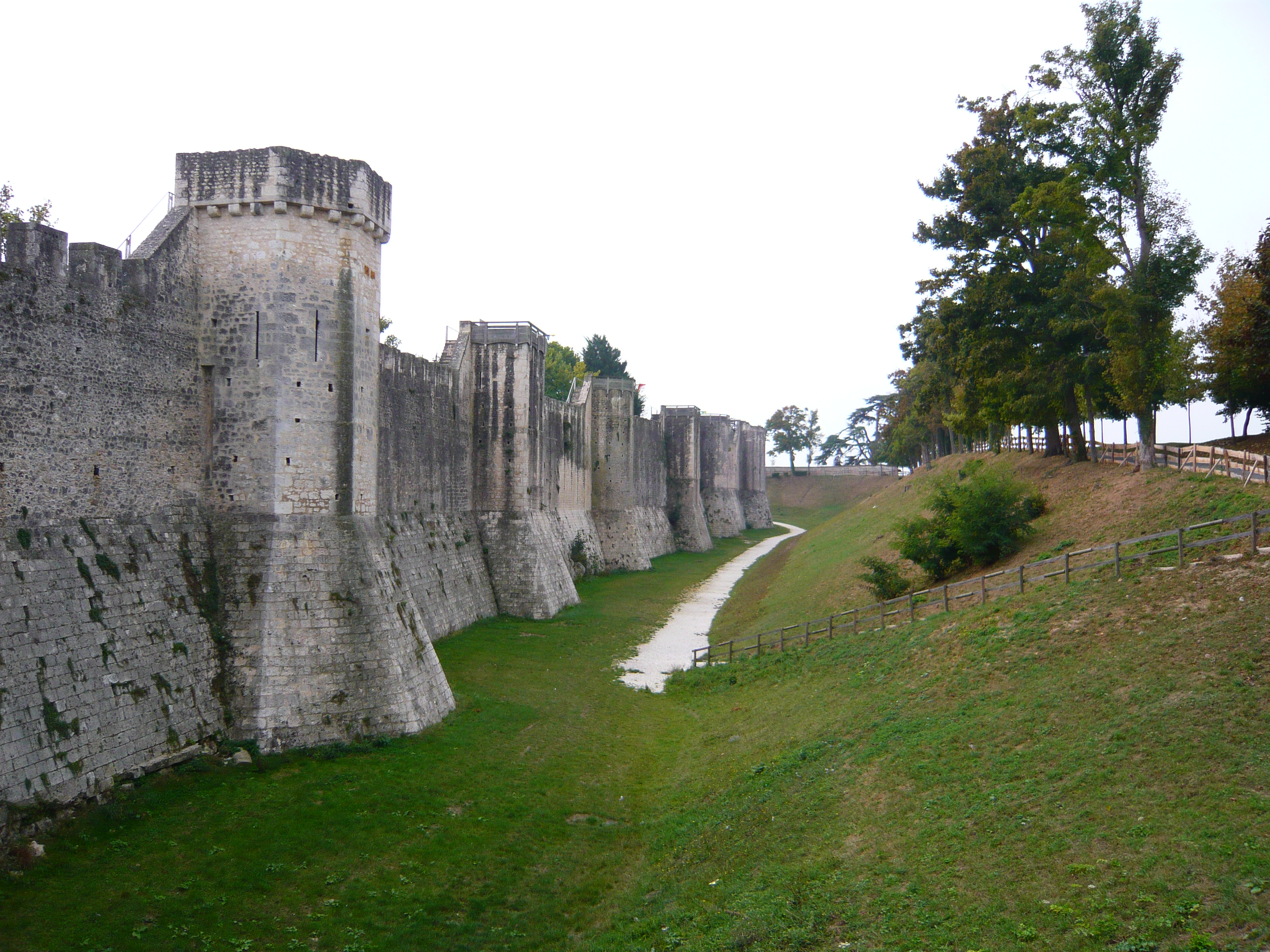
Вид на фортецю
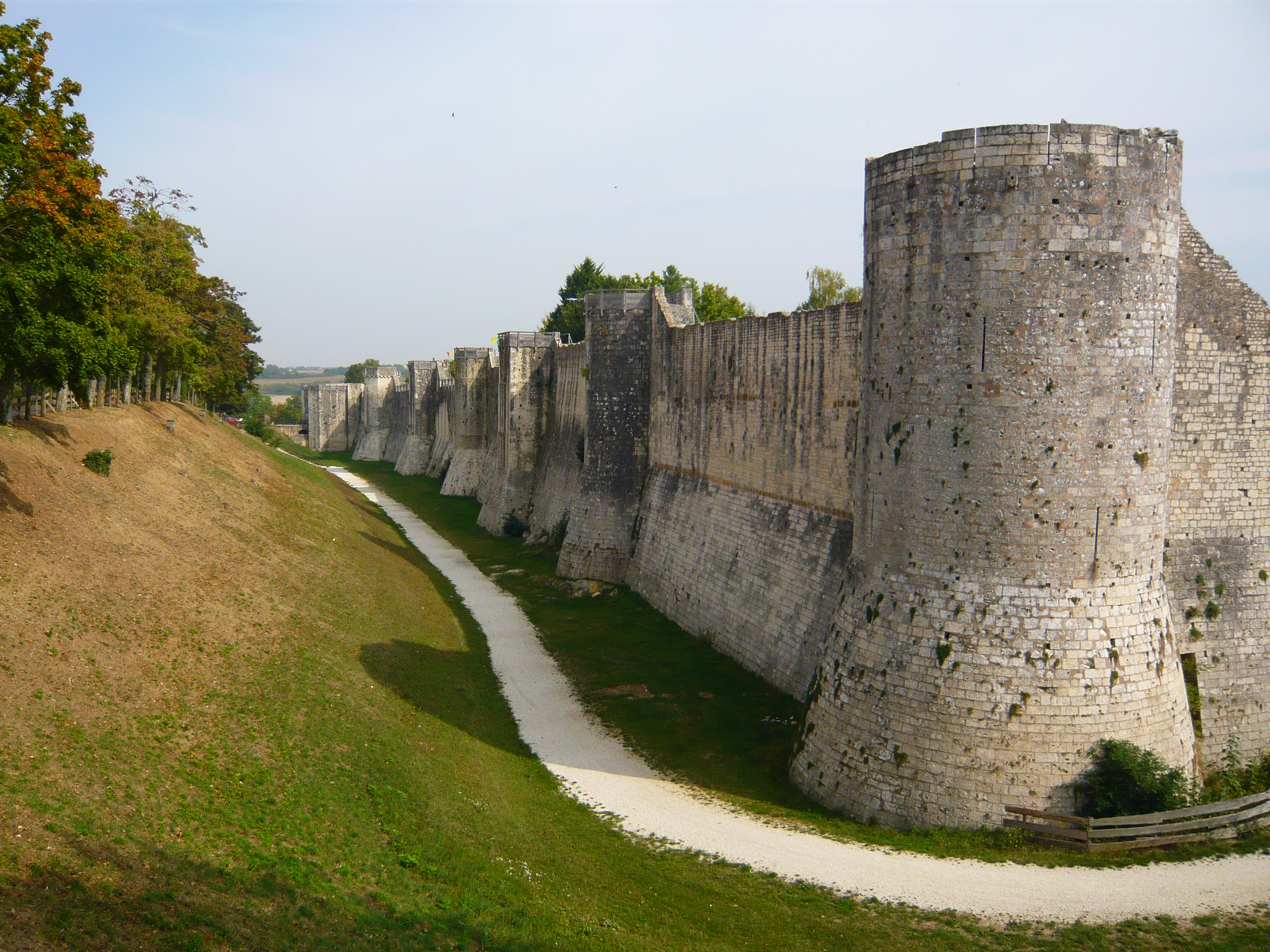
Вид на фортецю
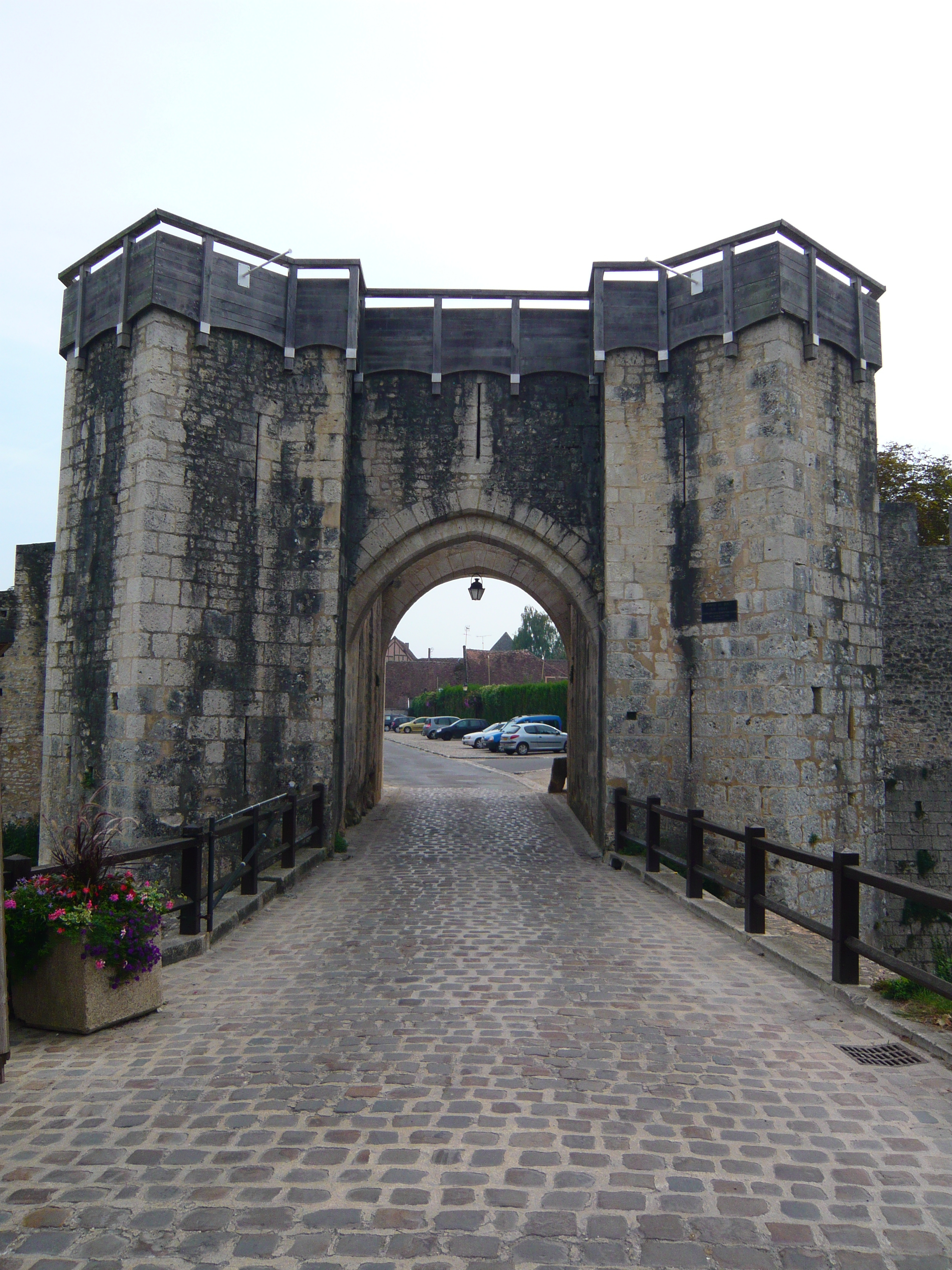
Брама Жуї, 12 ст.
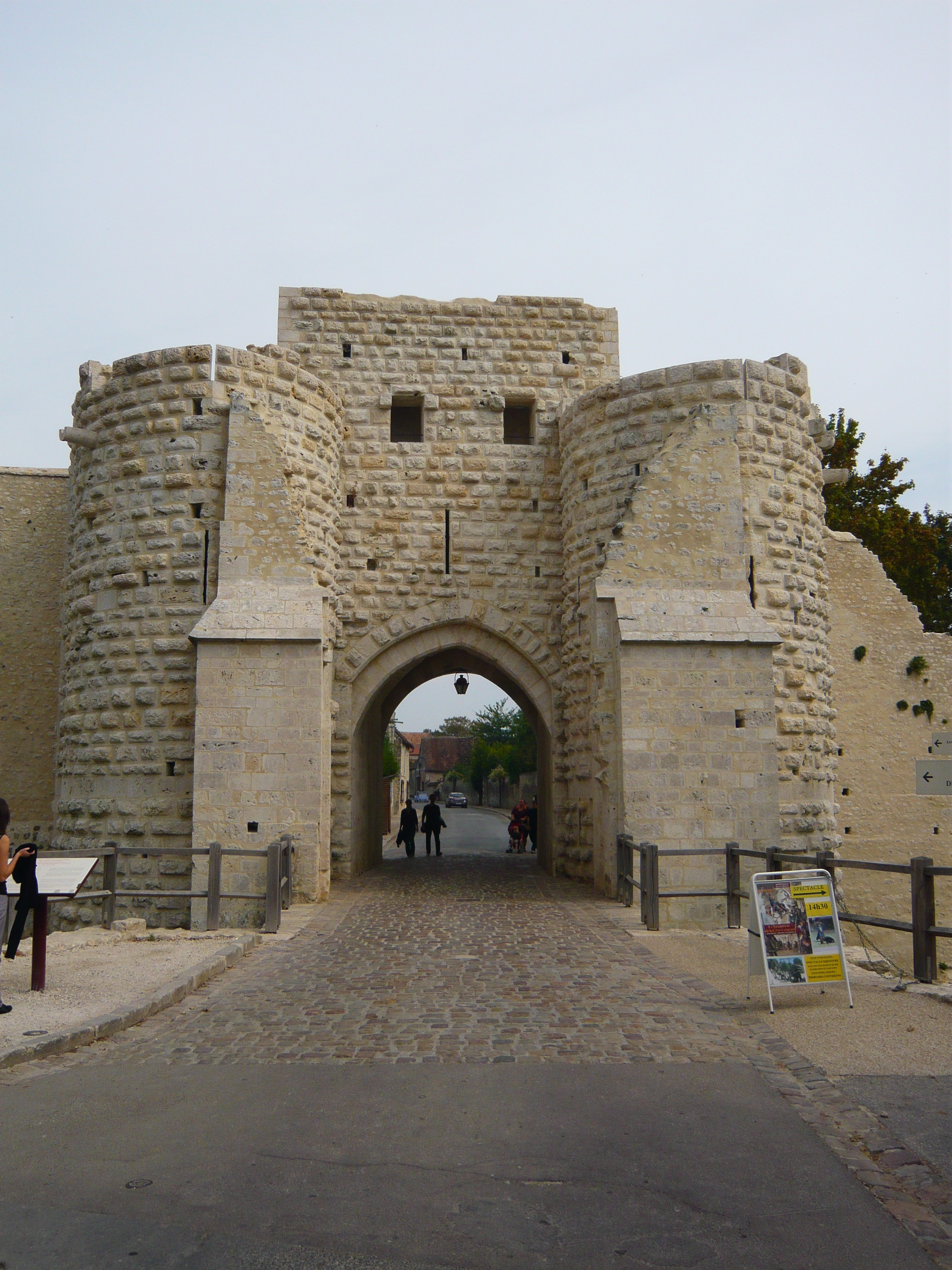
Брама Сен-Жан
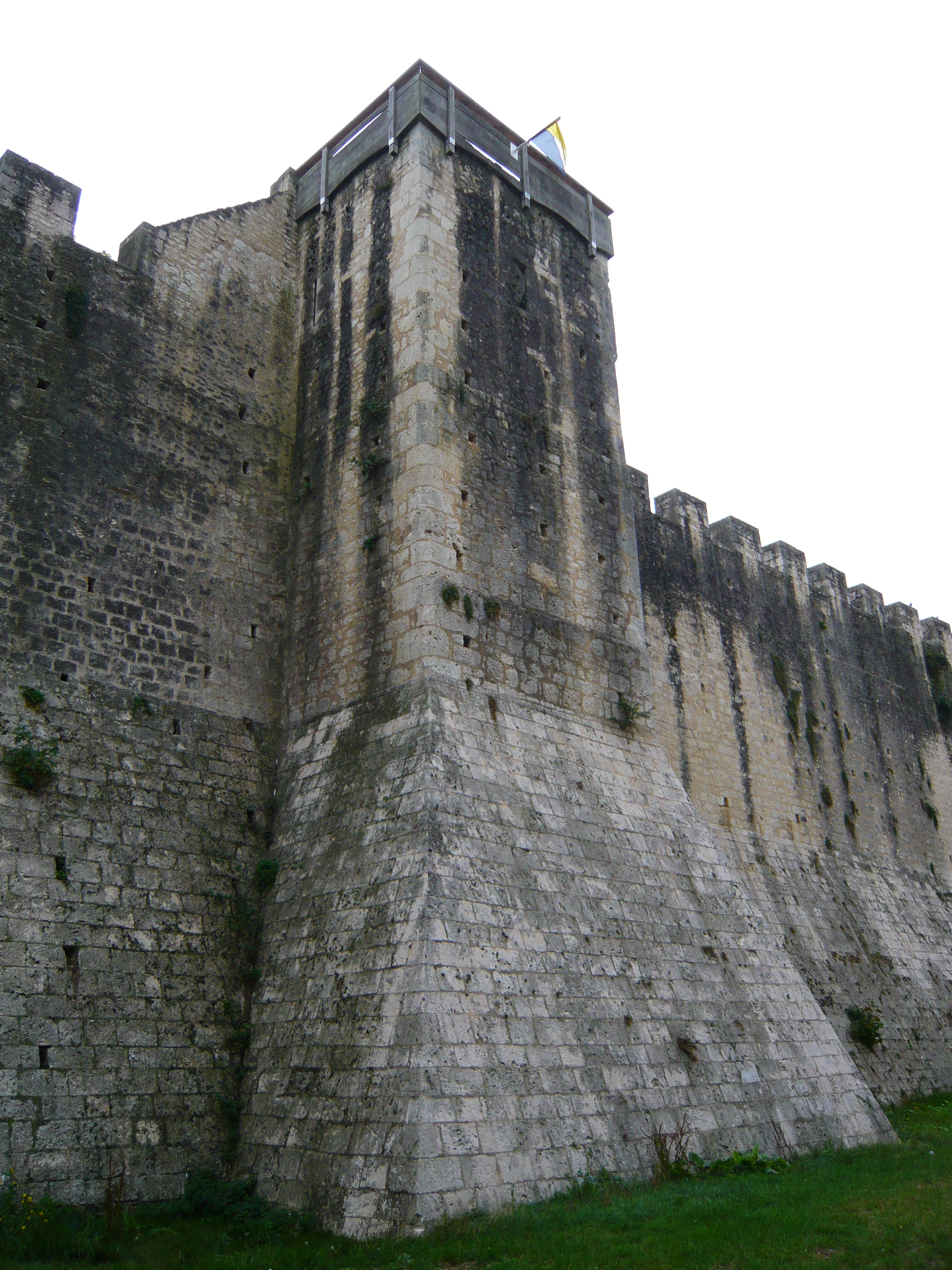
Одна з фортечних башт
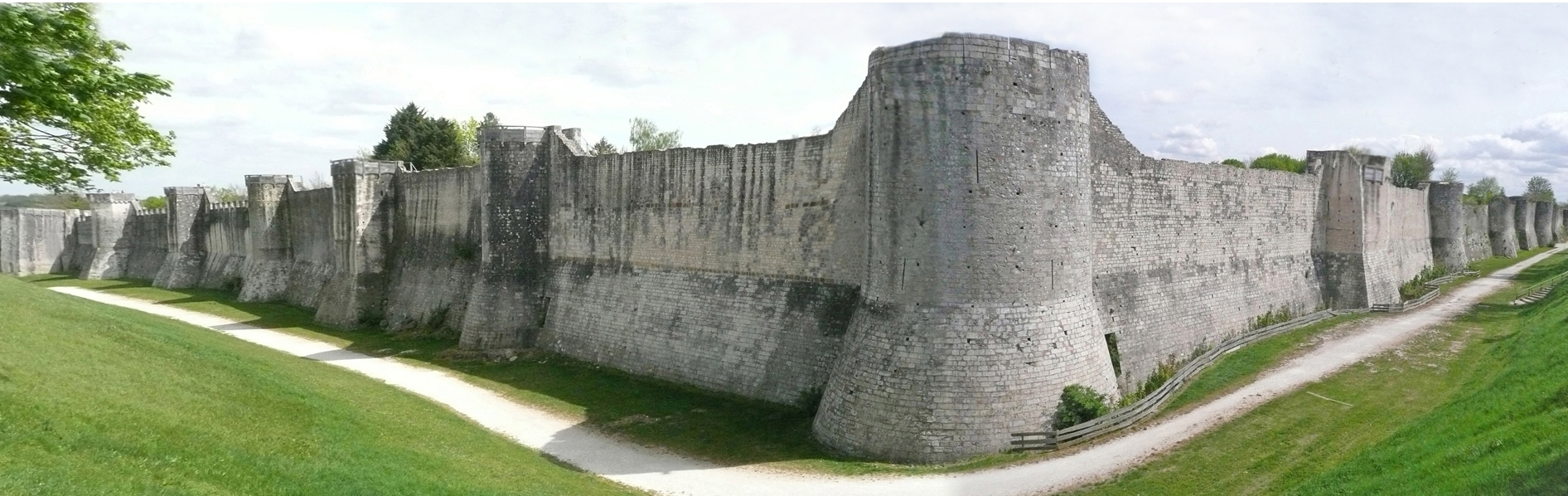
Фортечний мур Провена